# Adrianus Wolphard
Adrianus Wolphard, más néven Enyedi Adorján (1491–1544), Kolozsvár utolsó katolikus plébánosa a reformáció előtt.

## Élete
Apja az esztergomi egyházmegye közjegyzője volt, aki a Szepességből költözött át Nagyenyedre. Adrianus a bécsi egyetemen bölcseletet, teológiát és orvostudományt is tanult. 1516–1517-ben gyulafehérvári kanonok és szásztörpényi plébános volt. Jogi tanulmányait 1521–1523-ban a bolognai egyetemen folytatta, ahol jogi doktorrá avatták. Utóbb kolozsi, krasznai, majd dobokai főesperes és püspöki helynök lett. Szapolyai János orvosa volt.  
Amikor Szántai István Luther tanait kezdte el terjeszteni Erdélyben, Szapolyai János 1538-ban nyilvános vitát rendelt el, erre Kálmáncsehi Sántha Márton gyulafehérvári kanonokkal Adrianus Wolphard püspöki helynököt küldte el bírálóul.
Neve könyvbarátként és művészetpártolóként maradt fent. Olasz mesterekkel építtetett kolozsvári házát a város legjelentősebb reneszánsz műemlékeként tartják számon. Elképzelhető, hogy szerepet játszott a szásztörpényi egykori evangélikus templom átalakításában is.

## Műve
- Panegyris Ad invictissimum Caesarem Maximilianum. Semper Augustum. Viennae, 1512